# للکوویتسه
للکوویتسه (به چکی: Lelekovice) یک منطقهٔ مسکونی در جمهوری چک است که در ناحیه برنو-تسوونتری واقع شده‌است. للکوویتسه ۱٬۷۹۱ نفر جمعیت دارد.